# Samuel Dirksz van Hoogstraten

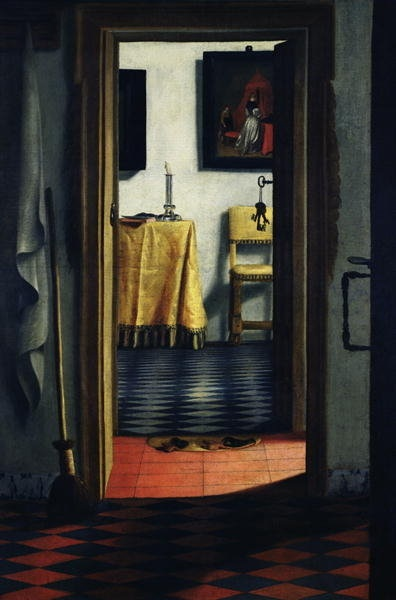
Visão de um Corredor, c. 1654, Louvre

Samuel Dirksz van Hoogstraten (2 de agosto de 1627, em Dordrecht - 19 de outubro de 1678, em Dordrecht) foi um pintor holandês do Pintura do Século de Ouro dos Países Baixos, que também foi poeta e autor de teoria da arte. Foi um habilidoso pintor de retratos e interiores, sempre preocupado com o correto uso da perspectiva. 
Samuel Dirksz van Hoogstraten estudou inicialmente com seu pai, Dirk van Hoogstraten, e permaneceu em Dordrecht até cerca de 1640. Com a morte do pai, mudou-se para Amsterdã, onde ingressou na oficina de Rembrandt. Pouco tempo depois, iniciou sua carreira como mestre e pintor de retratos.
Seus alunos foram seu irmão mais novo, Jan van Hoogstraten, Aert de Gelder, Cornelis van der Meulen e Godfried Schalcken.
Ele escreveu uma continuação do livro de Karel van Mander sobre pintura e pintores, intitulado Het Schilder-Boeck, do início do século XVII. Um dos muitos alunos de van Hoogstraten, Arnold Houbraken, escreveu posteriormente o livro intitulado O Grande Teatro dos Pintores Holandeses, que incluía uma biografia de seu professor. Essa biografia é a base da maioria das informações que temos sobre van Hoogstraten hoje.